# Dimaruguri
Dimaruguri è una suddivisione dell'India, classificata come census town, di 9.219 abitanti, situata nel distretto di Nagaon, nello stato federato dell'Assam. In base al numero di abitanti la città rientra nella classe V (da 5.000 a 9.999 persone).

## Geografia fisica
La città è situata a 26° 46' 60 N e 94° 12' 0 E e ha un'altitudine di 98 m s.l.m..

## Società

### Evoluzione demografica
Al censimento del 2001 la popolazione di Dimaruguri assommava a 9.219 persone, delle quali 4.772 maschi e 4.447 femmine. I bambini di età inferiore o uguale ai sei anni assommavano a 1.235, dei quali 601 maschi e 634 femmine. Infine, coloro che erano in grado di saper almeno leggere e scrivere erano 6.077, dei quali 3.371 maschi e 2.702 femmine.